# Tim Mälzer

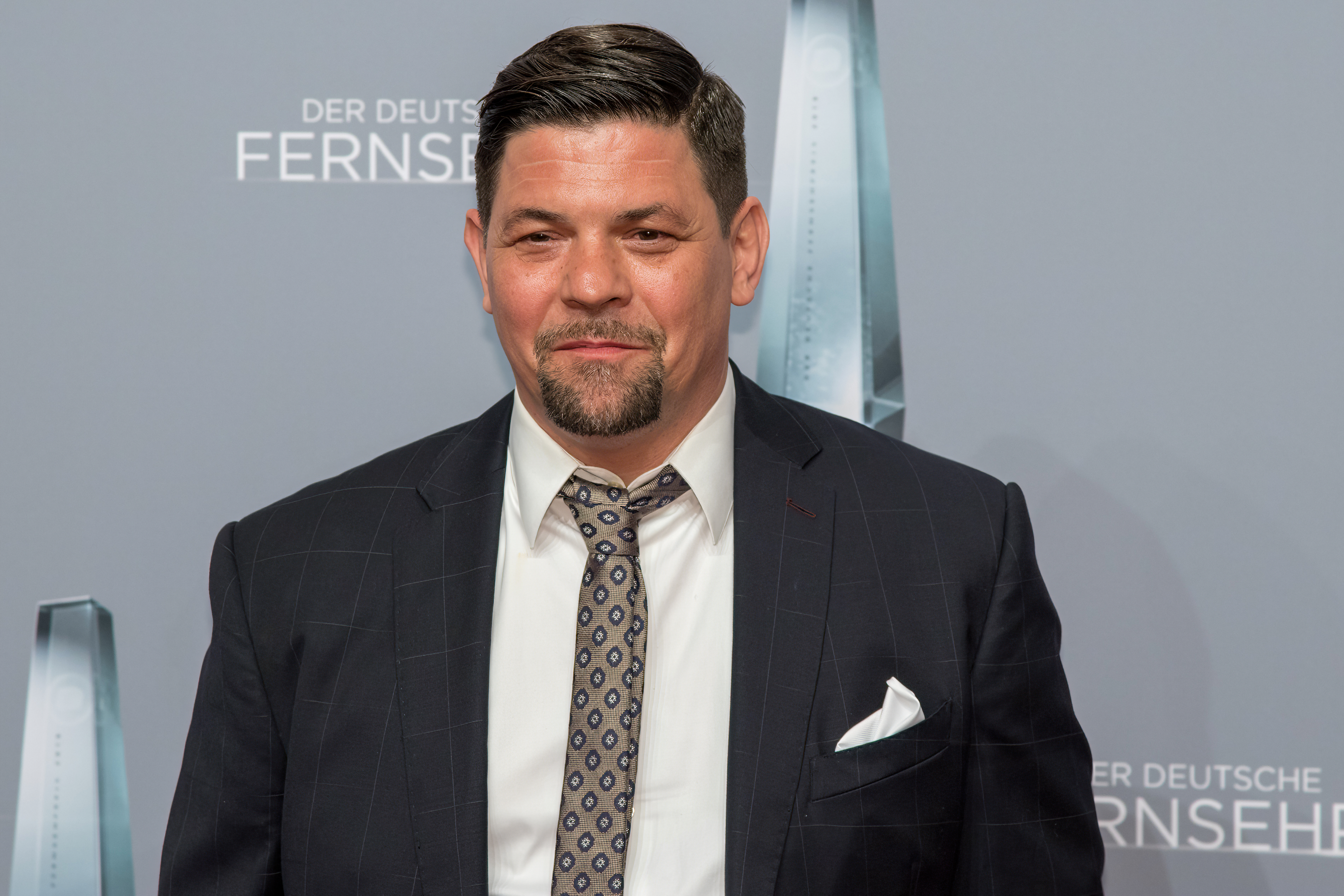
Tim Mälzer, 2018

Tim Mälzer, född 22 januari 1971 i Elmshorn, Tyskland, är en tysk kock, programledare och tv-personlighet. Känd genom TV-matlagningsprogrammet Schmeckt nicht, gibt's nicht.
Han är vän med Jamie Oliver, som han träffade på Londonhotellet Ritz Medan båda jobbade där.
Tim mälzer utbildade sig i Hamburg till kock.